# ハインリッヒディンケラッカー
ハインリッヒディンケラッカー (Heinrich Dinkelacker) とはドイツの古都ビーティッヒハイム＝ビッシンゲン市に本社を置く高級革靴ブランドである。

## 概要
熟練の職人によるハンドメイドにこだわった履き心地は「絨毯の上を歩いているようだ」と評される。
少数の熟練した職人によるハンドメイド製造のため、年に8000足程しか作られない。
中でも2本の革紐と1本の麻紐を絡み合わせたツォップナート(辮髪縫い)という編み込み技法を用いたノルウィージャン製法は非常に高い技術を要し、同ブランドを象徴する製法である。
素材は厳選された物のみが使用され、コードバンにはアメリカホーウィン社のシェルコードバンを、カーフにはドイツの名門ワインハイマーレーダー社のグレイツフルカーフやフランス・デュプイ社のボックスカーフを使用している。
また革製のアウトソールには世界最高と名高いヨハンレンデンバッハのオークバークソールが使用され、ラバーソールは自社製である。

## 歴史
- 1879年 ハインリッヒディンケラッカー氏がドイツのジンデルフィンゲンに靴工房を構える。

- 2代目ディンケラッカー氏がアポロ靴会社を設立。ドイツ屈指のシューメイカーとして栄える。

- 1960年代 3代目であるバークハートディンケラッカー氏がハンドメイド部門を残し、機械部門を売却。残したハンドメイド部門を初代の名前にあやかり、ハインリッヒディンケラッカーとしてブランド発足。この際より高品質な物作りを目指し、ハンガリーへと工房を移転する。

- 2004年 それまで家族経営だったハインリッヒディンケラッカーに、熱心なファンであった3人の靴愛好家、ウェンデリンウィーデキング博士（元ポルシェAGのCEO）、ノルベルトレーマン（元IBMマネージャー）、アントンハンガー（ポルシェAGの元PR責任者）が介入し、会社を引き継いだ。その後もクラフトマンシップにこだわり、自動化、プロセスの最適化、大量生産の導入を避けることを選択した[1]。
- 2015年 ブランドオブザセンチュリーを受賞
- 2016年 Shoepassion GmbHの子会社化。
- 2020年 工房をスペインのアルマンサに移転。

## モデル名

### ブダ
45年以上に渡ってその存在を示し続けてきたリオと並ぶアイコンモデル。
基本的にはダブルソールで、ノルウィージャン製法で作られる。
名前の由来はハンガリーの首都ブダペスト。

### リオ
65年以上続くハインリッヒ・ディンケラッカーのアイコンモデル。
基本的にトリプルソールで、反りの悪さを考慮してトゥスチールが標準搭載されている。全体的にぽってりとしたフォルムで、甲が高い。
名前の由来はブラジルの都市リオデジャネイロ

### ルツェルン
他のモデルに比べシャープな印象のモデル。
同ブランドのモデルのなかで世界で最も人気のあるモデルとして知られる。
名前の由来はスイスの都市ルツェルン

### ウィーン
ローファー専用のモデル。
名前の由来はオーストリアの都市ウィーン

### ロンドン
足の大きいアングロサクソン向けに開発されたゆとりのあるモデル。
名前の由来はイギリスの首都ロンドン